# Carrefour giratoire
Pour les articles homonymes, voir Rond-point.
Ne doit pas être confondu avec Rond-point (place ronde).
 (novembre 2023).

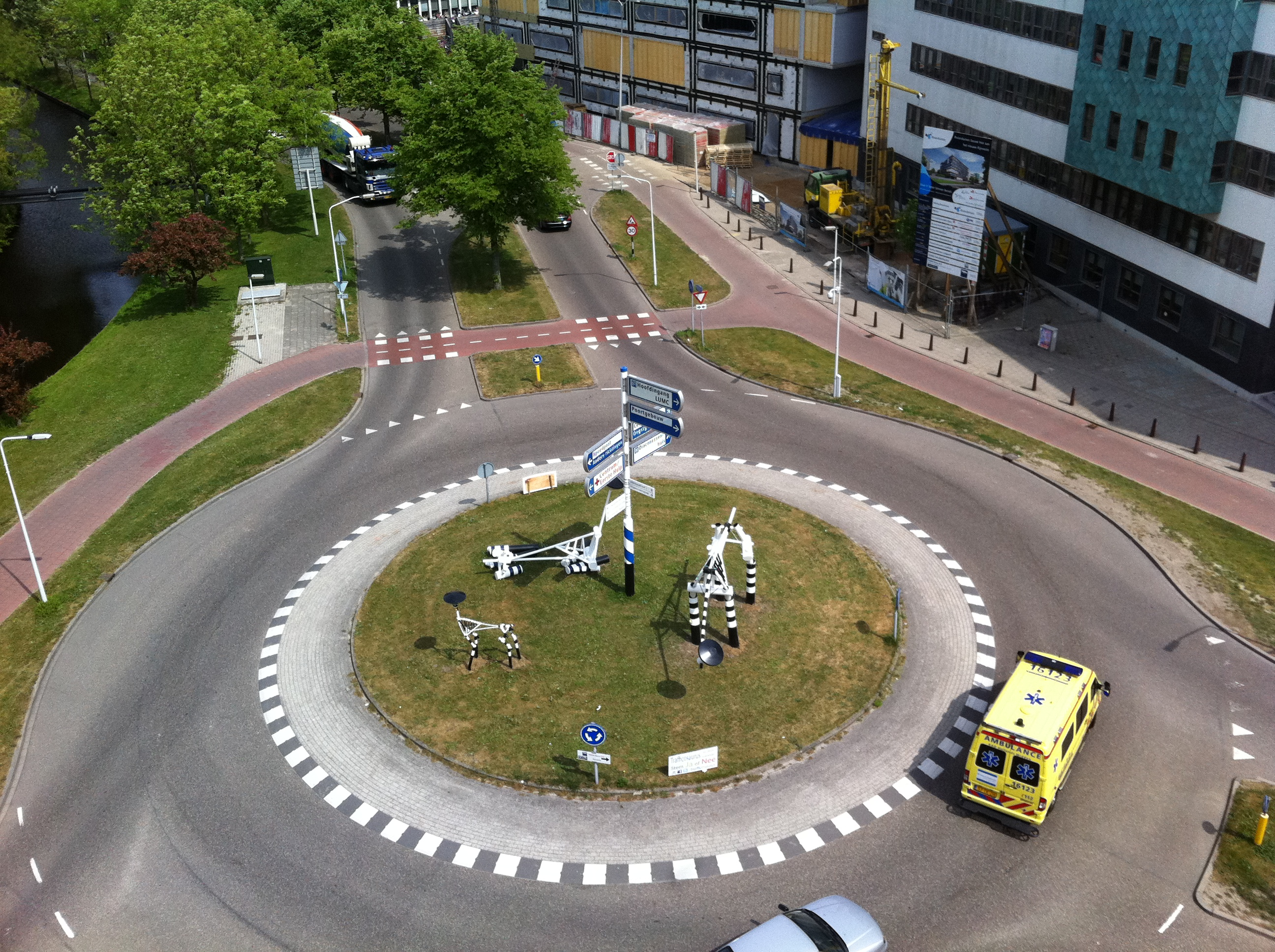
Carrefour giratoire à Leyde, aux Pays-Bas.

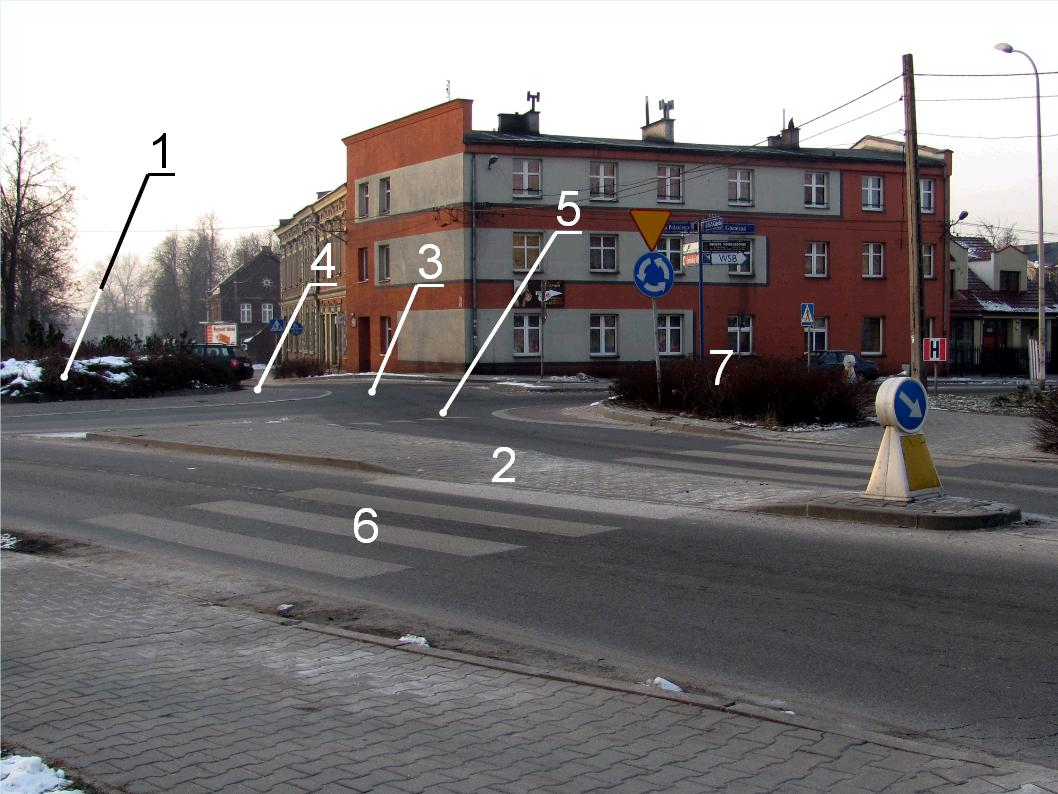
Vocabulaire du carrefour giratoire
1. Îlot central 2. Îlot séparateur ou refuge 3. Chaussée annulaire 4. Bande franchissable (tablier pour camions) 5. Ligne de cédez le passage 6. Passage piéton accessible 7. Environnement paysagé

Panneau de signalisation indiquant le sens de la rotation dans un système de circulation à droite (panneau D5 en Belgique, 2.41.1 en Suisse et D3 de la convention de Vienne de 1968). Ce panneau (code B21f) a été supprimé en France en 1984, notamment car le Code de la Route oblige déjà à contourner tout obstacle par la droite (article R412-27), et parce qu'il n'impliquait pas la priorité à la chaussée ceinturant le terre plein central (nota : la notion générale de « priorité à gauche » pour un véhicule n'existe absolument pas dans le code de la route) ; c'est le panneau de signalisation d'intersection AB25 qui indique à l'usager le mouvement giratoire et la priorité aux véhicules circulant sur l'anneau, et un panneau cédez-le-passage (AB3a + M9c) lui rappelle qu'il doit céder la priorité avant d'entrer dans l'anneau.

Un carrefour giratoire, ou plus simplement un giratoire dans le langage courant, est un carrefour particulier formé d'un anneau ceinturant un îlot central (la plupart du temps circulaire), où le trafic routier est autorisé à circuler dans une seule direction et où la priorité est donnée aux véhicules circulant sur l'anneau. Ce type de carrefour est aussi appelé rond-point, notamment en Belgique où ce terme est officiel.
En France, le terme de rond-point s'est imposé dans l'usage courant,, bien que le « carrefour giratoire » (qui est un carrefour donnant priorité aux véhicules circulant sur l'anneau) peut être distingué du « rond-point » où la règle de priorité à droite est appliquée, ce qui donne la priorité aux véhicules entrant sur l'anneau. Bien que géométriquement peu différents ou identiques, les giratoires se caractérisent par la priorité des véhicules circulant sur l'anneau ; cette différence facilite la circulation des véhicules.
Les ronds-points, qui désignent un type de place où convergent plusieurs avenues ou rues, existent en France depuis longtemps notamment à Paris ; cependant, jusqu'à l'apparition du modèle anglais, la priorité était à droite sur ces aménagements.
La France, réputée premier pays au monde pour son nombre de carrefours giratoires, en compte environ 60 000.

## Historique

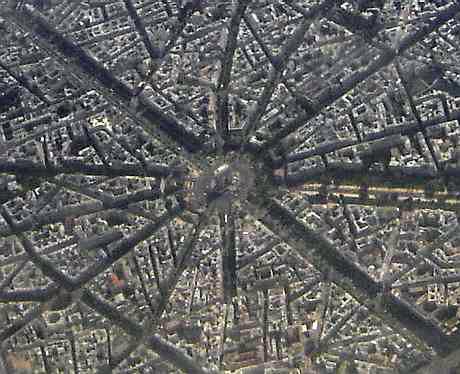
La place Charles-de-Gaulle à Paris, vue d'avion.

### Création

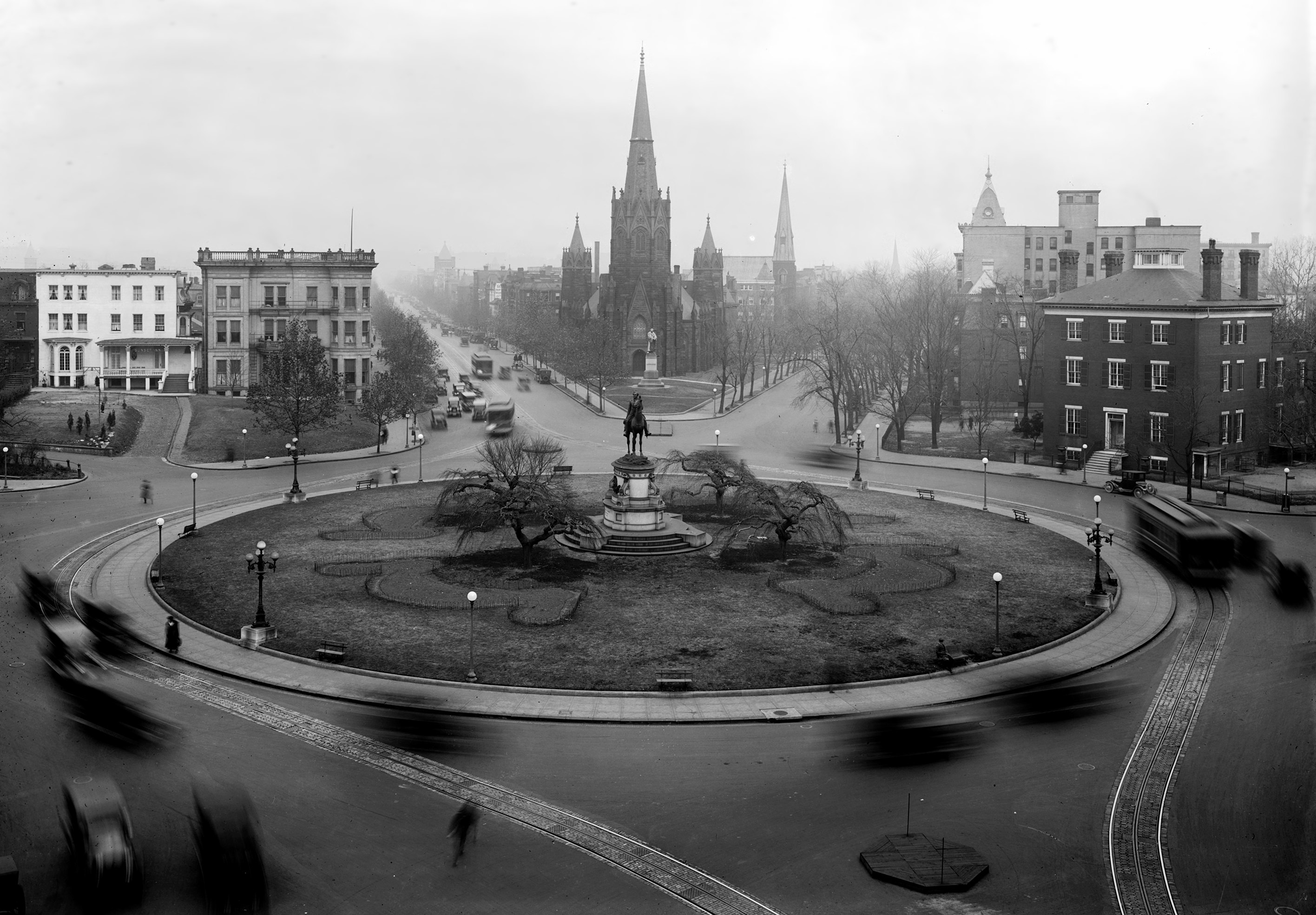
Washington DC, 1922.

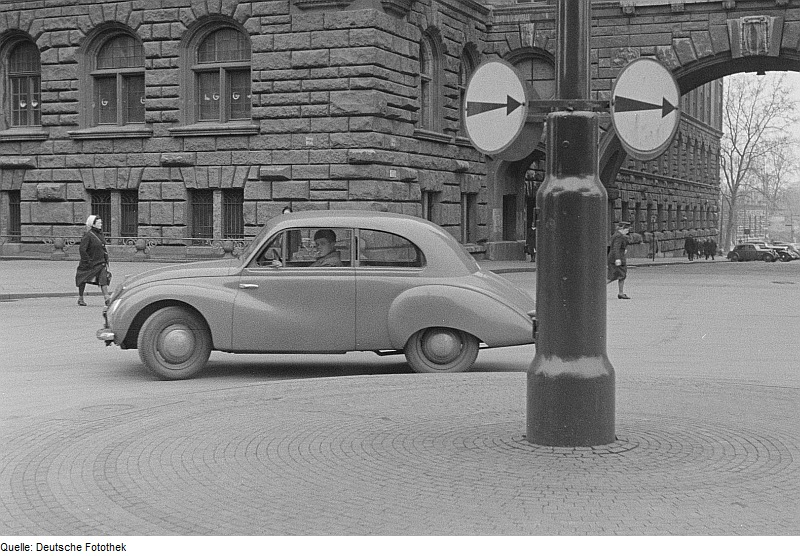
1951, Leipzig.

Les premières règles de circulation pour les ronds-points dédiés à la circulation urbaine sont définies par l'urbaniste français Eugène Hénard. En 1906, employé par le service d'architecture de la ville de Paris, il conçoit l'aménagement de la place de l'Étoile (aujourd'hui, dénommée place Charles-de-Gaulle) où se situe l'Arc de Triomphe, puis de la place de la Nation. Celui-ci qualifie son invention de « carrefour de giration ».
En 1906, Eugène Hénard mentionnait notamment que: « Vous êtes gênés par les points de conflits. Occupez-les par des obstacles et les voitures n'y passeront pas. ».
En 1907, il est mentionné que si ce système était appliqué à la place de l'Étoile, les véhicules ne circulant plus que dans un seul sens, elle serait plus facile à traverser pour un piéton.
Un giratoire est en fait une chaussée à sens unique dont les deux extrémités se rejoignent, formant un anneau. Les véhicules doivent emprunter cette voie dans le sens anti-horaire pour les pays à conduite à droite. Par le principe de la priorité à droite dans un carrefour, les véhicules entrant dans un tel carrefour ont priorité. Ce système n'est pas idéal car en cas d'affluence, la voie de giration se trouve rapidement bloquée. Ces carrefours sont indiqués en Belgique par le panneau D5, en France par le B21f (maintenant supprimé) et en Suisse par le 2.41.1. L'idéogramme et les couleurs de ces panneaux sont identiques. Les cercles giratoires sont aussi connus, dans l'Est de la France comme : "cercles de direction".[réf. nécessaire]

### Développement
Dans les années 1960, pour améliorer la sécurité des feux rouges mortels de rase campagne, ceux-ci sont transformés en croisement en anneau. Après différents essais (ovale, taille réduite) une topologie proche du standard actuel a été adoptée.
La Convention de Vienne sur la circulation routière en date du 8 novembre 1968 parle des croisements giratoires, sans définir les priorités de passage.
En 1972, le code de la route français offre au maire la possibilité de donner la priorité à l'anneau. C’est le 30 septembre 1974, dans le canton de Vaud, en Suisse romande, que la décision est prise d'essayer pour la première fois, dans ce pays, le principe de priorité dans l’anneau routier. Il faudra ensuite attendre la décennie suivante pour que le principe de cette nouvelle règle routière soit définitivement adoptée. La France, adopte ce même principe en 1984.

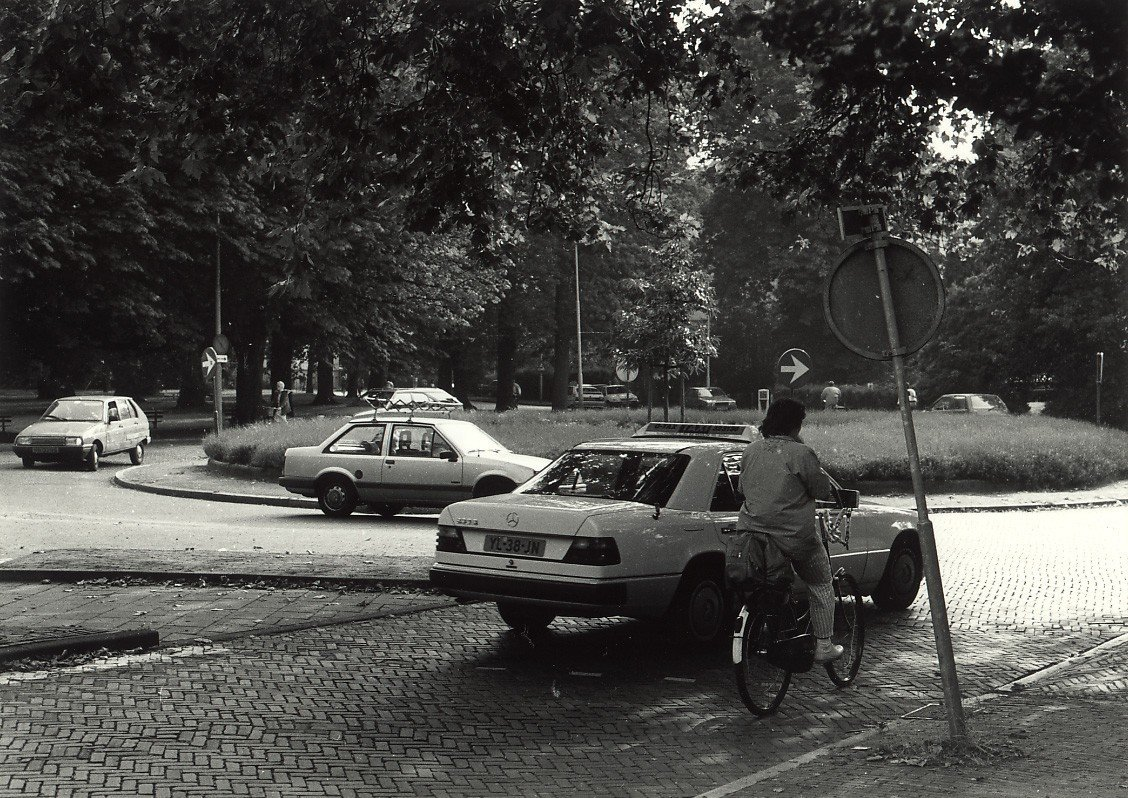
Carrefour giratoire à Haarlem, Pays-Bas, 1990.

Le principe de la standardisation de la priorité à l'anneau fut adopté en France à compter de 1984. Au sens du code de la route, en France, de 1984, un carrefour à sens giratoire « désigne une place ou un carrefour comportant un terre-plein central matériellement infranchissable, ceinturé par une chaussée mise à sens unique par la droite sur laquelle débouchent différentes routes  et annoncé par une signalisation spécifique».
Dans la plupart des pays européens, l'adoption des carrefours giratoires est récente, ce qui a conduit à un colloque international sur ce thème, à Nantes, en octobre 1992.

### Le cas de la France
Au cours des dernières décennies, la France a mis en place environ 30 000 carrefours giratoires, soit environ la moitié des carrefours giratoires dans le monde, alors que le principal initiateur historique de ces ouvrages, le Royaume-Uni, en compte environ 10 000. L'augmentation de ce nombre en France est constante, avec un nombre estimé entre 40 000 et 50 000.
L'installation de manifestants lors du mouvement des gilets jaunes, en France, durant l'automne 2018 donne un aspect politique et revendicatif à ce lieu comme le relate Slate : « Les gilets jaunes ont détourné la fonction des carrefours giratoires, transformant ces connecteurs froids de l'ère automobile en lieux de vie éphémères. ».

## Principe du carrefour giratoire

Franchissement d'un carrefour giratoire (sens de circulation à droite, de type Europe continentale).

Franchissement d'un carrefour giratoire (sens de circulation à gauche, de type britannique ou irlandais).

Un tel carrefour est formé d'un îlot ceinturé par une chaussée à une ou plusieurs voies à sens unique formant un anneau.
Les véhicules venant des autres artères qui débouchent sur cette chaussée sont donc obligés de suivre une direction obligatoire (le sens contraire des aiguilles d'une montre en Europe continentale, le sens des aiguilles d'une montre dans les îles britanniques) et d'indiquer leur volonté de sortir de cette chaussée en enclenchant les clignotants tout en cédant la priorité aux éventuels piétons des passages réservés.
Comme pour tous tournants, la vitesse limite du véhicule dépend de la visibilité, des dangers anticipés, du rayon du virage, de l'état de la route et des pneumatiques. On peut globalement retenir les valeurs limites absolues suivantes — il s'agit d'un calcul naïf considérant des pneumatiques et une route en bon état, et ne prenant pas en compte le transfert de charges dû au virage, la prudence impose donc de considérer des valeurs plus petites — :
| Diamètre (m) | Vitesse (km/h) | Vitesse (km/h) |
| Diamètre (m) | Route sèche    | Route mouillée |
| ------------ | -------------- | -------------- |
| 20           | 28             | 11             |
| 30           | 34             | 14             |
| 40           | 39             | 16             |
| 50           | 44             | 18             |

En France
À l'approche d'un giratoire (panneau à 50 mètres en agglomération), il faut éventuellement laisser passer les piétons et les cyclistes qui sont sur des passages réservés, puis laisser passer les véhicules déjà sur l'anneau (prioritaires), compte tenu du sens de rotation conventionnel.
Ce sens a été choisi pour limiter la taille du carrefour, en permettant une insertion des voies sans trop les élargir[réf. nécessaire].
Le carrefour giratoire est aussi utilisé pour les carrefours comportant plus de quatre branches, économisant la gestion de feux complexes et les délais d'attente qui y sont associés. Mais le fait de devoir obligatoirement ralentir pour l'aborder en fait une arme contre la vitesse excessive comme les ralentisseurs aménagés aux abords des écoles. Cependant, un tel carrefour doit obligatoirement être signalé en avance par un panneau de présignalisation de danger, à l'intersection par une balise de priorité (dorénavant non obligatoire en agglomération depuis l'AB25 en lieu et place de l'A25 en présignalisation), sur l'îlot central de panneaux indiquant le sens de circulation sur l'anneau et au sol par les marquages appropriés matérialisant les lignes d'arrêt et la chaussée de l'anneau. À défaut, le principe général de la priorité à droite devra être respecté avec la plus grande prudence vu le risque de confusion.

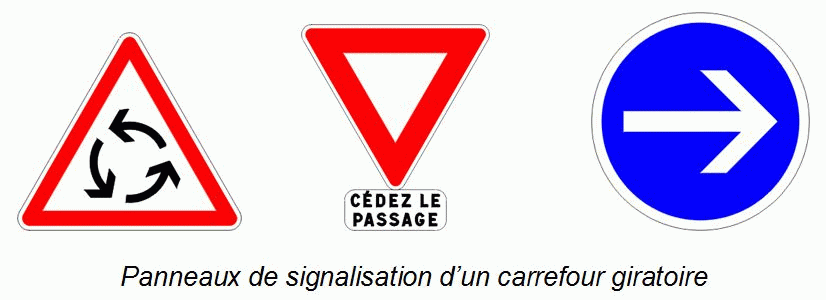
Panneau « giratoire » (F : AB25, convention de Vienne : A22)
Panneau « Cédez le passage » (Be : B1, F : AB3a + M9c, Ch : 3.02, convention de Vienne : A20)
Panneau « sens obligatoire » (Be : D1b, F : B21.1, Ch : 2.32, convention de Vienne : D1).
En Belgique et en Suisse, les panneaux D5 ou 2.41.1 peuvent être utilisés conjointement aux panneaux « céder le passage ».

L'utilisation du giratoire est également appropriée dans une voie sans issue (cul-de-sac) où l'usager devait manœuvrer longuement (par un demi-tour) pour s'en extraire.
Ainsi en France les règles de circulation dans un carrefour giratoire sont différentes des règles de circulation de certains ronds-points.

## Utilisation
Ce type de carrefour est de plus en plus répandu car il présente de nombreux avantages :
- L'adaptation au trafic est automatique, par la priorité donnée aux véhicules déjà insérés.
- L'infrastructure oblige à ralentir et réduit les accidents impliquant des chocs à angle droit, statistiquement les plus dangereux. La plupart des accidents observés sont des chocs arrière à vitesse réduite, moins traumatisants.
- Il n'y a pas besoin de feux, donc pas besoin d'électrifier le carrefour, ce qui est intéressant en zone très rurale, et économise de l'énergie.
- Les véhicules n'attendent pas forcément longtemps, contrairement aux croisements à feux de signalisation qui immobilisent les véhicules même en cas de trafic faible, d'où le gain de temps notable ainsi que l'économie de carburant et la diminution de la pollution de l'air et des nuisances sonores.

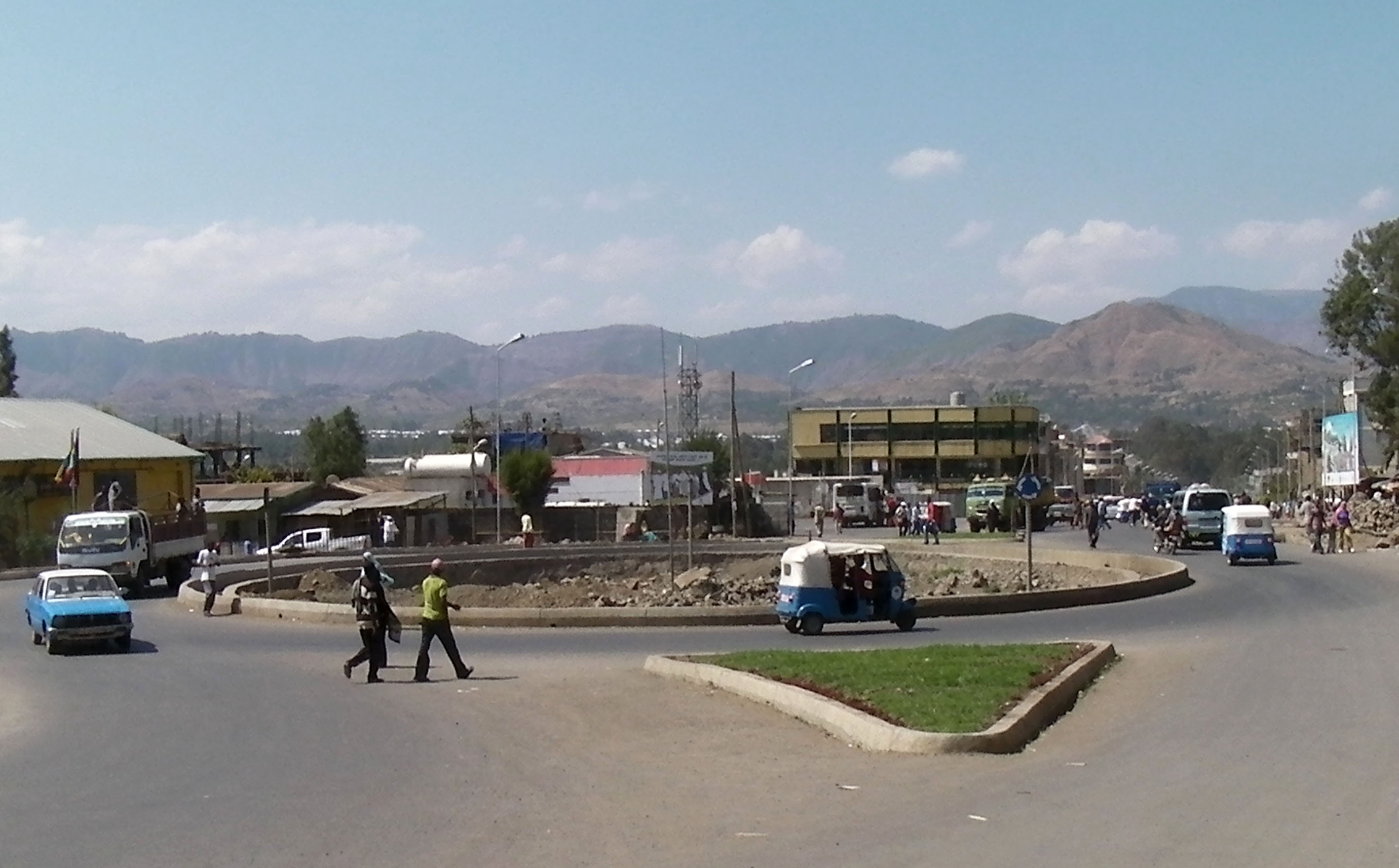
Présence de piétons sur un carrefour giratoire en Éthiopie.

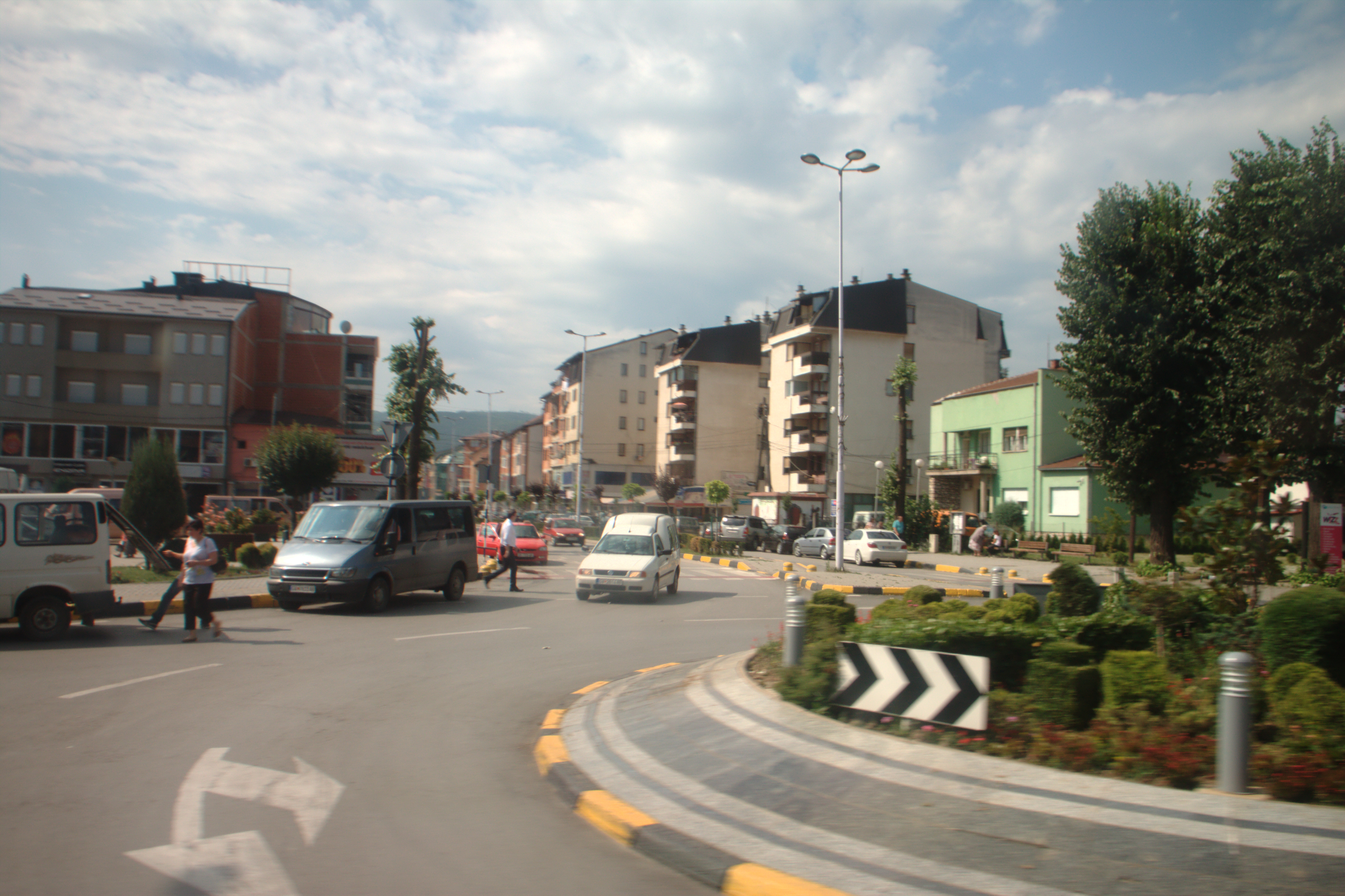
Présence de piétons sur un carrefour giratoire en Macédoine du Nord, à Gostivar.

Mais il présente aussi des inconvénients par rapport à d'autres aménagements :
- En agglomération ou sur voies à fort trafic (voies rapides urbaines par exemple), dans le cas de 2 flux de circulation importants se croisant, le carrefour giratoire impliquera une saturation des deux flux même si un seul pose un problème, ce qui n'est pas le cas avec des feux tricolores.
- Hors agglomération, son usage impose ralentissements et réaccélérations, ce qui est préjudiciable à la consommation de carburant. Quoique très utilisé en France, même sur des routes à faible trafic et des portions à 2x2 voies, il n'est pas général en Europe, ainsi, en Allemagne, les voies d'insertion, parfois avec échangeur, sont plus communes.
- Si la sécurité des automobiles est améliorée, ce n'est pas le cas de celle des cyclistes et des piétons, pour lesquels ce type de carrefour présente plus de danger par rapport aux carrefours traditionnels[23]:
  - Les piétons sont particulièrement vulnérables lorsqu'ils doivent traverser une voie sortant d'un rond-point,
  - Les cyclistes, qui doivent généralement, à cause de la différence de vitesse, tenir le côté extérieur, peuvent être renversés lors de l'entrée ou de la sortie d'un véhicule. Comme certains automobilistes ne voient pas les cyclistes, il est conseillé aux cyclistes suisses de tenir le milieu de leur voie[24].

### Législations européennes
Les feux clignotants du véhicule sont utilisés pour indiquer la voie, ou le changement de direction, de voie.
Les carrefours giratoires sont à sens unique mais nécessitent l’usage des clignotants, pour informer les autres automobilistes des intentions du conducteur.
Un clignotant gauche signifie que l’on passe ou reste sur la voie intérieure de l'anneau du rond-point.
L'absence de clignotant suppose que l'on reste sur l'anneau extérieur du rond-point. Les usagers qui attendent pour s'engager doivent céder la priorité à l'anneau.
Un clignotant droit indique que l'on s'apprête à sortir.
L'usage du clignotant ne confère pas de priorité.
La législation en ce domaine reste nationale.
En fait, l'usage d'un carrefour giratoire est spécifique. De ce fait, depuis 2006, pour obtenir un permis de conduire européen, la directive européenne dispose que les croisements giratoires sont l'un des endroits où est évalué le comportement du conducteur à l'occasion de l'examen du permis de conduire,.

#### Législation Suisse
L'article 41b, introduit lors de la révision du 8 mars 1994 de l'Ordonnance sur la circulation routière, stipule :
1. avant d’entrer dans un carrefour à sens giratoire, le conducteur doit ralentir et accorder la priorité aux véhicules qui, sur sa gauche, surviennent dans le giratoire[27] ;
2. le conducteur n’est pas tenu de signaler sa direction à l’entrée du carrefour à sens giratoire ni, pour autant qu’il ne change pas de voie, à l’intérieur du giratoire. L’intention de quitter le giratoire doit être indiquée ;
3. dans les carrefours à sens giratoire sans délimitation de voies, les cyclistes peuvent déroger à l’obligation de tenir leur droite.

#### Législation belge
- On ne met pas de clignotant quand on entre dans un rond-point. On met son clignotant quand on sort du rond point.
- Quand on aborde un rond-point, on doit céder le passage à ceux qui y sont engagés[28].
- Lorsque le rond point est constitué de plusieurs bandes (lignes) ou file (pas de ligne), alors changer de bande = effectuer une manœuvre (comme sur n'importe quelle autre route). On perd donc la priorité.
- Dans un rond-point (uniquement), le conducteur n'est pas tenu de se tenir le plus près possible du bord droit de la chaussée. Il peut « choisir la bande de circulation qui lui convient le mieux selon sa destination. »

## Types

Schéma d'un turbogiratoire.

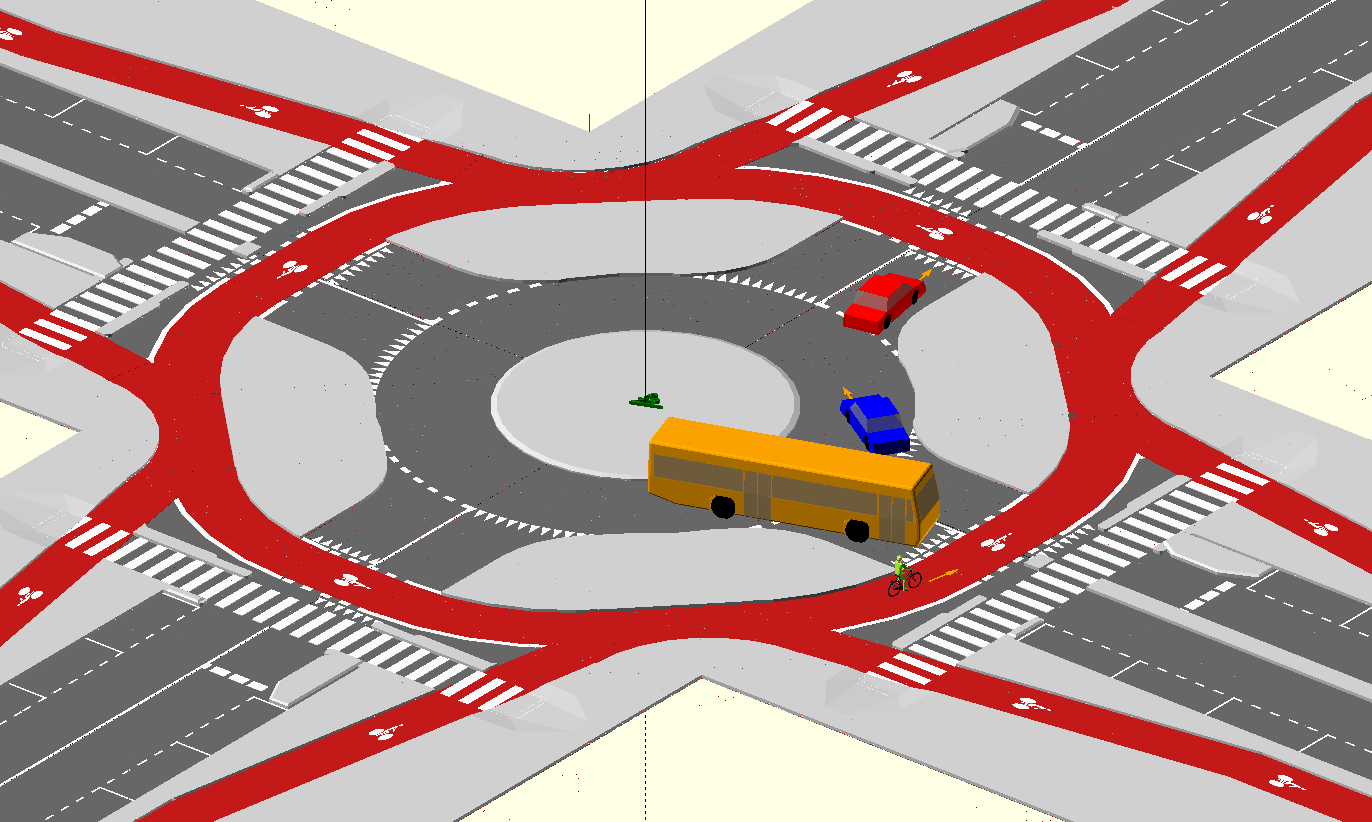
Schéma d'un giratoire hollandais.

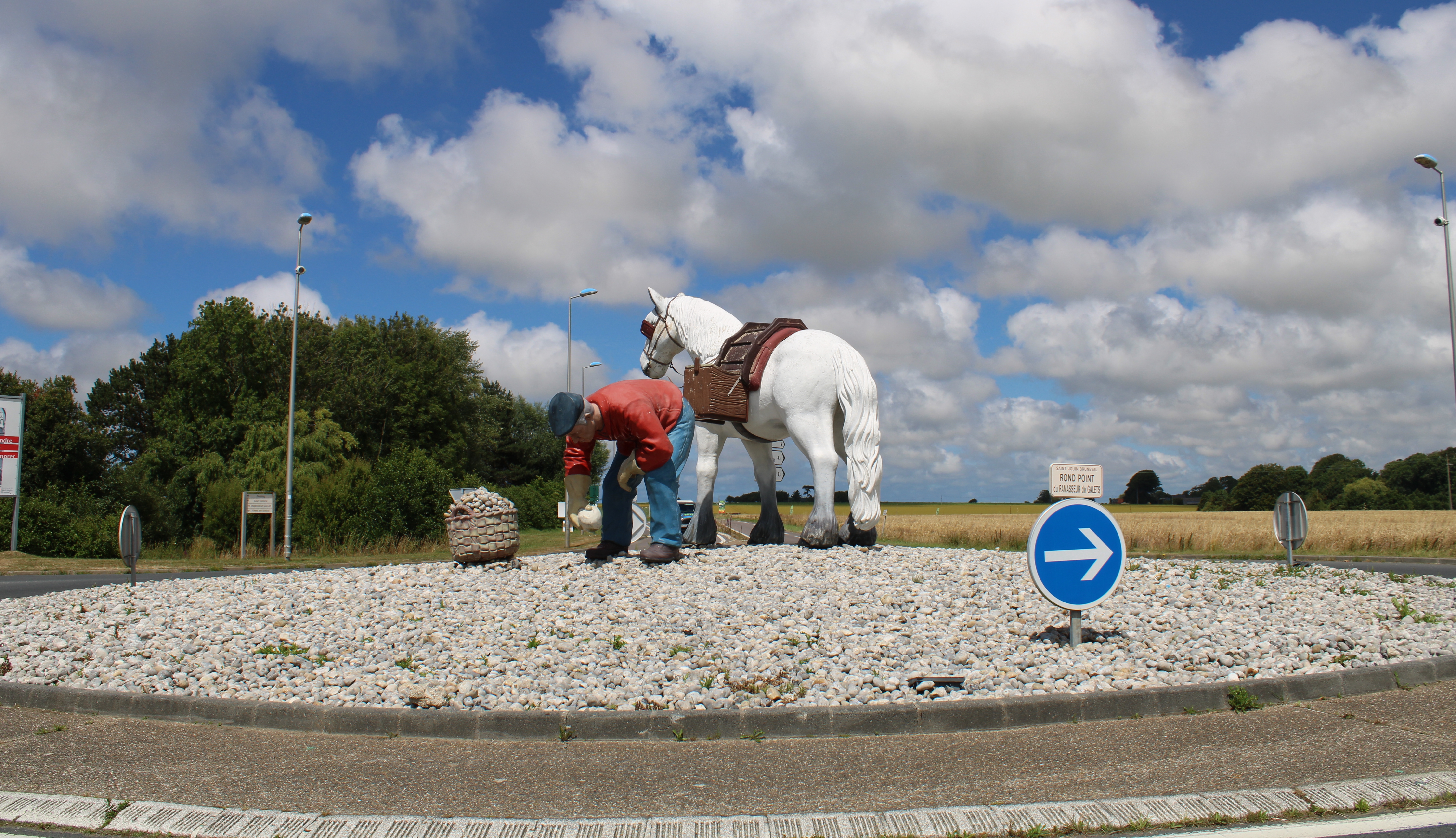
Le ramasseur de galets - Aménagement artistique d'un giratoire à Saint-Jouin-Bruneval (Seine-Maritime).

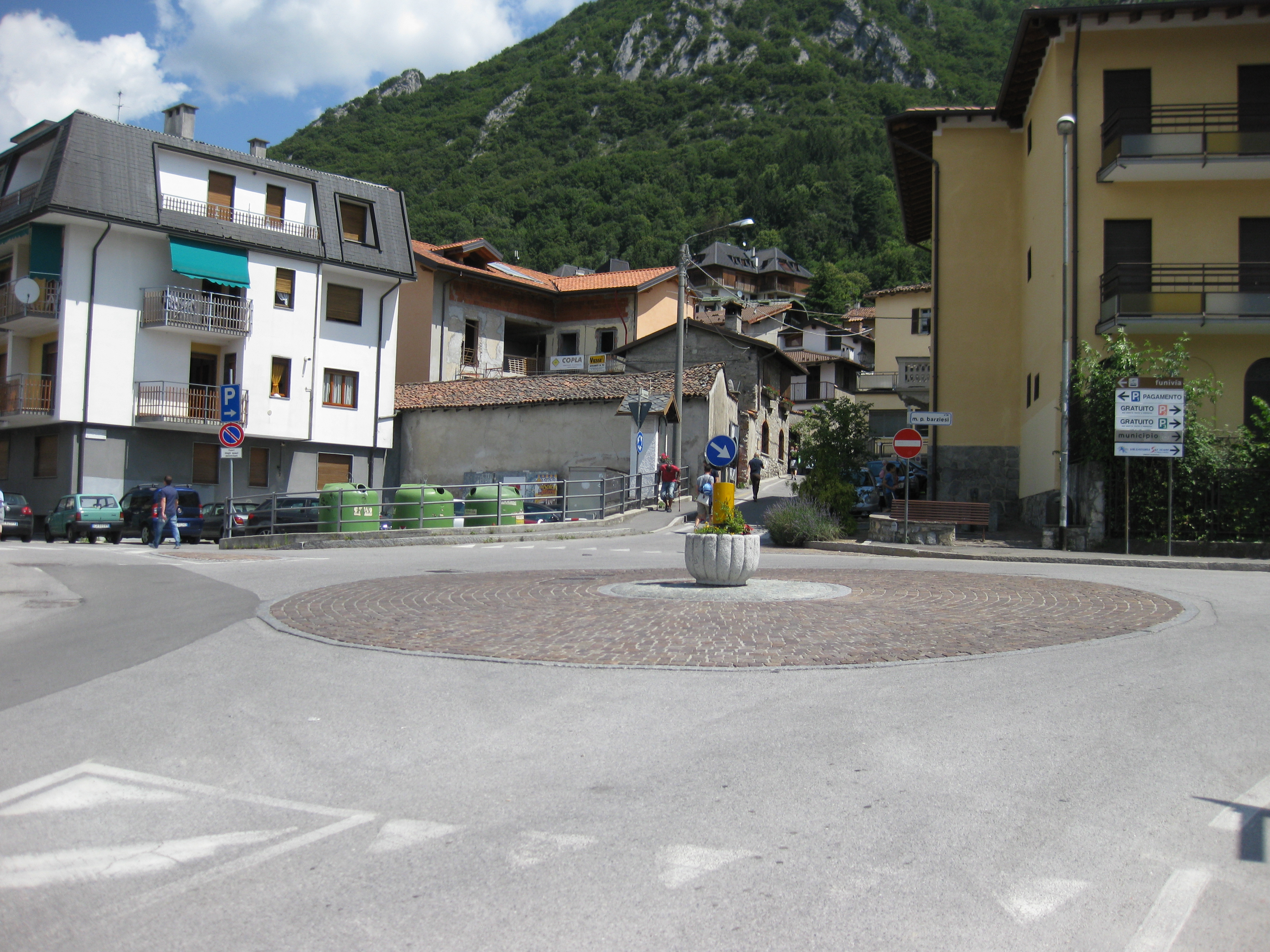
Carrefour giratoire franchissable à Barzio en Italie.

Il existe deux configurations de giratoires possibles :
- plein : l'anneau formé par le sens unique est assez grand pour pouvoir combler complètement son centre sans gêner les véhicules à gabarit particulier. Un aménagement paysagiste, voire artistique, est souvent réalisé sur l'îlot central (dispositif non agressif en cas de "tout droit"). Configuration obligatoire hors agglomération avec possibilité d'une partie franchissable (couronne) mais à faible vitesse (pavés, etc.).
- vide : l'anneau est plus petit, et comme il risque de gêner les véhicules larges et longs (autobus, camions…), le terre-plein central du giratoire est franchissable (aménagement par marquage ou par des mesures constructives du type d'un petit monticule en forme de calotte sphérique dont la surélévation centrale ne pourra dépasser 15 cm de haut). Le giratoire est alors appelé « mini giratoire » ; son diamètre maximal extérieur est de 24 mètres. Le décret no.95-1090 du 9 oct. 1995 complète l'article R.110-2[29] du code de la route « Toutefois, en agglomération exclusivement, les carrefours à sens giratoire peuvent comporter un terre-plein central matériellement franchissable, qui peut être chevauché par les conducteurs lorsque l'encombrement de leur véhicule rend cette manœuvre indispensable. »

En aucun cas (surtout pour le deuxième), il n'est autorisé de « manquer » le giratoire et de passer en ligne droite ou presque dessus. Il faut toujours suivre au maximum la courbure de l'anneau et indiquer son intention de sortir le plus tôt possible.

### Avec une voie
Un giratoire composé d'un anneau circulaire avec voie unique s'utilise comme décrit plus haut, sans contraintes particulières autres que les diverses priorités et l'enclenchement des clignotants pour sortir.

### Avec deux voies
Un giratoire composé d'un anneau circulaire avec 2 voies est le cas le plus courant, car le plus sûr (la Suisse n'est pas du tout de cet avis, différentes études[réf. souhaitée] ayant montré que les giratoires à une seule voie sont les plus sûrs !) des 3 cas possibles. Il s'utilise en fonction des besoins de l'usager : s'il veut sortir à droite de son axe d’entrée ou aller tout droit, il doit emprunter la voie extérieure du giratoire ; s'il veut aller à gauche de son axe d’entrée ou faire demi-tour, il peut emprunter la voie intérieure. C’est une simple possibilité et non une obligation. Il peut également rester sur la voie extérieure du giratoire.
Dans le détail :
- S'il veut tourner à droite, il enclenche son clignotant droit avant d'aborder le giratoire. Il se place alors sur la première voie (voie ouverte) et sort tout de suite dès que possible (toujours avec son clignotant actif).
- S'il veut continuer tout droit, il n'enclenche pas de clignotant avant d'aborder le giratoire mais se place alors sur la première voie (voie ouverte) et lorsqu'il arrive au niveau de la sortie avant laquelle il veut sortir, il enclenche son clignotant droit et sort dès que possible (toujours avec son clignotant actif).
- S'il veut tourner à gauche, il reste sur la voie de droite, ou enclenche son clignotant gauche avant d'aborder le giratoire et se place alors rapidement sur la deuxième voie (voie fermée) puis y reste pour faire la moitié du tour complet puis il se positionne (en cédant le passage aux éventuels usagers sur la première voie) dans la première voie. Lorsqu'il arrive au niveau de la sortie avant laquelle il veut sortir, il enclenche son clignotant droit et sort dès que possible (toujours avec son clignotant actif).
- S'il veut faire demi-tour, il reste sur la voie de droite, ou enclenche son clignotant gauche avant d'aborder le giratoire et se place alors rapidement sur la deuxième voie (voie fermée) puis y reste pour faire les trois quarts du tour complet puis il se positionne (en cédant le passage aux éventuels usagers sur la première voie) dans la première voie. Lorsqu'il arrive au niveau de la sortie avant laquelle il veut sortir, il enclenche son clignotant droit et sort dès que possible (toujours avec son clignotant actif).
- S'il ne connaît pas sa sortie, il doit se placer sur la première voie en faisant extrêmement attention aux autres usagers. Un usager a le droit de faire plusieurs fois le tour du giratoire (sans en abuser) pour trouver sa sortie, dans la mesure où il ne gêne pas la bonne circulation.

- Comme les autres véhicules, les poids-lourds doivent rester sur la voie extérieure s’ils vont à droite ou tout droit. Ils peuvent utiliser la voie de gauche s’ils tournent à gauche. Le conducteur doit utiliser leur clignotant pour passer sur la voie intérieur uniquement.
- Certains conducteurs de poids-lourds enclenchent de manière inadéquate le clignotant à gauche à l'intérieur du giratoire (s'ils ne sortent pas tout de suite) pour dissuader les véhicules qui les suivent de les dépasser par la gauche à cause de leur porte-à-faux.

Attention : Quand l'anneau comporte plusieurs voies, c'est forcément celui qui change de voie qui doit céder le passage (et qui serait en tort en cas d'accident…). C'est en particulier le cas d'un conducteur circulant sur l'anneau intérieur, qui ne doit pas gêner les véhicules circulant sur l'anneau extérieur (à sa droite, donc) qui ont priorité, en sortant du carrefour.

### Avec trois voies

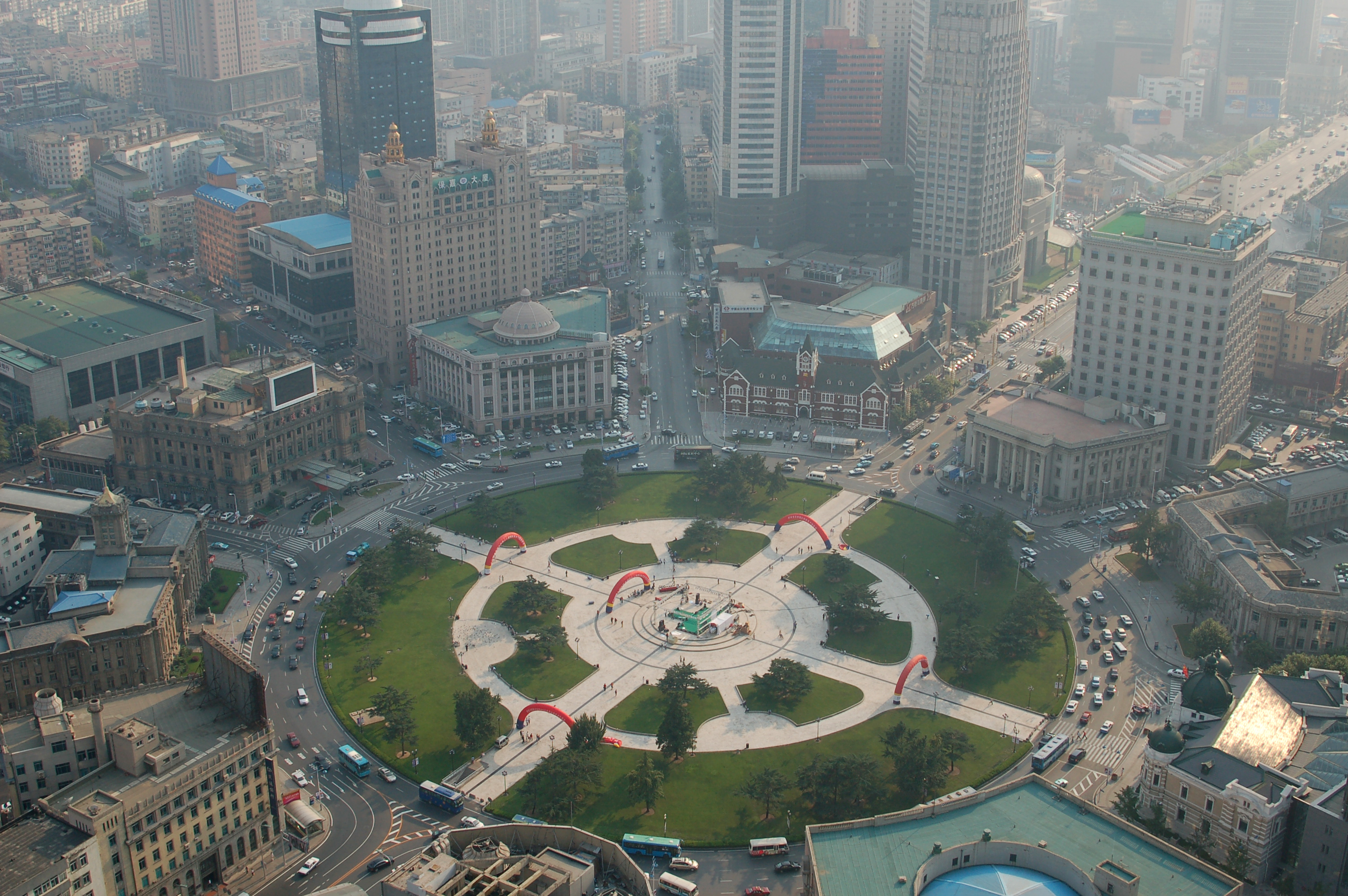
Carrefour giratoire du carré de Zhongshan à Dalian, Chine.

Un giratoire composé d'un anneau circulaire avec 3 voies est plutôt difficile à utiliser. Il s'utilise en fonction des besoins de l'usager comme pour celui à 2 voies avec à nouveau pour règles de base : s'il veut sortir à droite de son axe d’entrée ou aller tout droit, il doit emprunter la voie extérieure du giratoire ; s'il veut aller à gauche de son axe d’entrée ou faire demi-tour, il peut emprunter la voie intérieure. C’est une simple possibilité et non une obligation. Il peut également rester sur la voie extérieure du giratoire.
Dans le détail :
- S'il veut tourner à droite, il enclenche son clignotant droit avant d'aborder le giratoire. Il se place alors sur la première voie (voie ouverte) et sort tout de suite dès que possible.
- S'il veut continuer tout droit, il n'enclenche pas de clignotant avant d'aborder le giratoire mais se place alors sur la première voie (voie ouverte) et, lorsqu'il a fait un quart du tour complet, il enclenche son clignotant droit et sort dès que possible. Il peut aussi se placer sur la deuxième voie (voie médiane) et, lorsqu'il a fait un quart de tour, se positionner sur la première voie avec son clignotant droit puis sortir dès que possible.
- S'il veut tourner à gauche, il reste sur la voie de droite, ou enclenche son clignotant gauche avant d'aborder le giratoire et se place rapidement sur la deuxième voie (voie médiane) puis sur la troisième voie (voie fermée). Il y reste pour faire moins de la moitié du tour complet. Il enclenche alors son clignotant droit et se positionne (en cédant le passage aux éventuels usagers sur les autres voies) dans la deuxième voie puis sur la première. Il sort dès que possible (toujours avec son clignotant actif).
- S'il veut faire demi-tour, il reste sur la voie de droite, ou enclenche son clignotant gauche avant d'aborder le giratoire et se place rapidement sur la deuxième voie (voie médiane) puis sur la troisième voie (voie fermée). Il y reste pour faire la moitié du tour complet. Il enclenche alors son clignotant droit et se positionne (en cédant le passage aux éventuels usagers sur les autres voies) dans la deuxième voie puis sur la première. Il sort dès que possible (toujours avec son clignotant actif).
- Mieux vaut connaître son chemin dans ce dernier cas.

Pour les giratoires à plusieurs voies : les propositions ci-dessus données quant à l'utilisation des voies de la chaussée formant anneau, ne sont que des « possibilités » pour ne pas dire des « dérogations » afin de faciliter l'écoulement de la circulation. Le principe général est que les conducteurs doivent maintenir leur véhicule près du bord droit de la chaussée (alinéa 1 de l'article R412-9 du code de la route en France). L'alinéa 2 du même article n'ouvre qu'une possibilité d'utiliser les voies de gauche (voies centrales) mais non une obligation. Les articles 185 et 186 du Highway Code britannique présentent une sorte de mode d'usage des roundabouts, mais ce ne sont que des règles britanniques adaptées à une réglementation fort différente dans sa conception. Aucune retranscription de ces mesures n'existe dans le code de la route en France ou en Suisse par exemple. Il reste que l'utilisation des clignotants est impérative pour se placer sur les voies de présélection à gauche avant l'entrée dans le carrefour (si elles existent), puis lors des changements de voie sur le giratoire et naturellement pour en sortir (pour la Suisse, se référer à l'article 41b de l'ordonnance sur les règles de la circulation routière OCR qui précise notamment que « le conducteur n'est pas tenu de signaler sa direction à l'entrée du carrefour à sens giratoire… »).

### Doubles carrefours giratoires

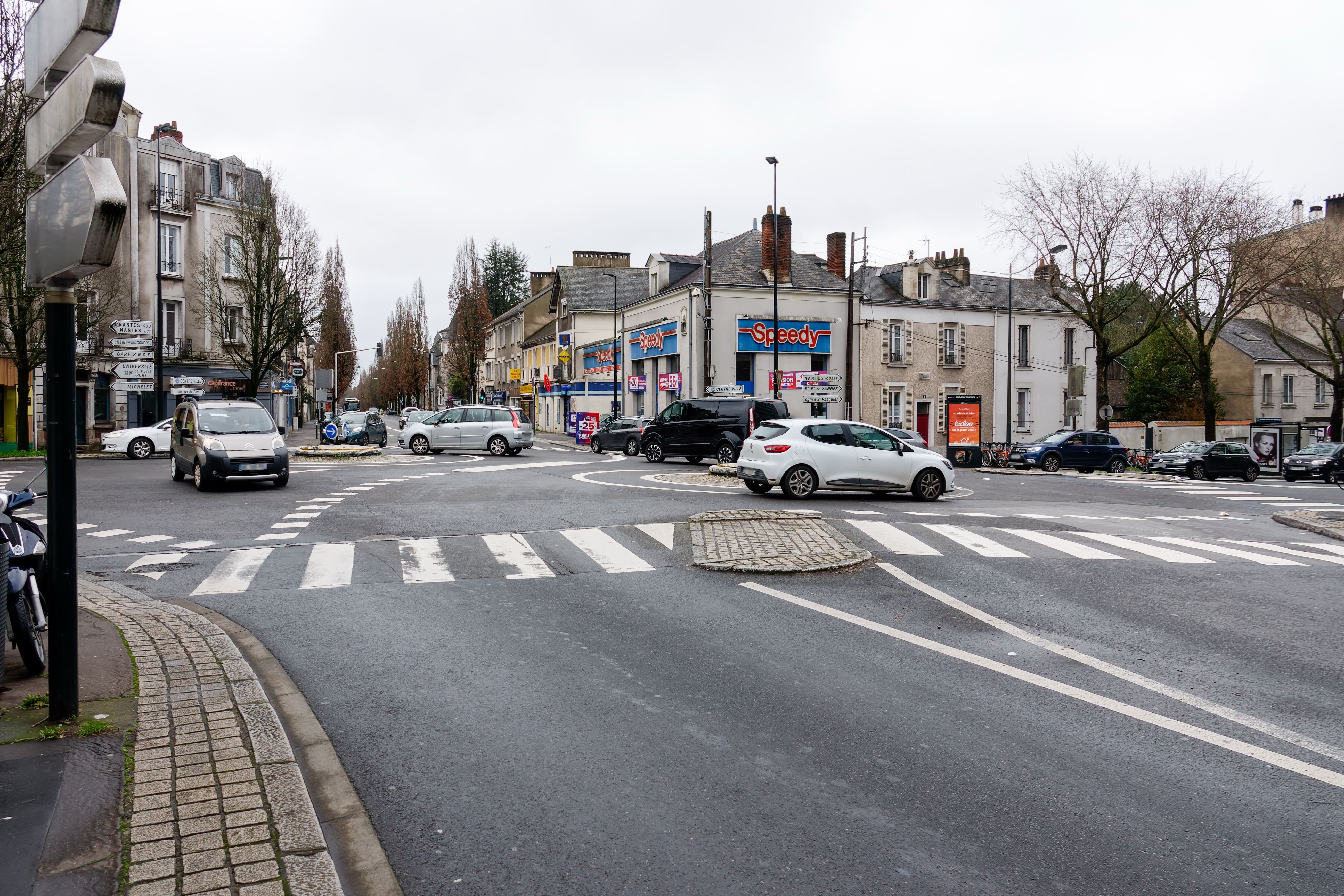
Double carrefour giratoire à Nantes.

Dans certaines agglomérations, il est possible de circuler sur des doubles carrefours giratoires.
Dans ce cas, les carrefours sont accolés et la sortie de l'un donne directement sur l'autre. Vu du ciel ils forment un « 8 », ils sont très présents à Nantes.

### Micro-giratoires
Il est également possible de rencontrer des « micro-giratoire » dont le diamètre extérieur peut être inférieur à 8 et même 6 mètres. La zone entourant l'îlot central ne peut plus être considérée comme une chaussée, puisqu'un véhicule léger classique ne peut y circuler normalement (le diamètre de braquage entre trottoirs étant supérieur à 10 et même 14 mètres). Un tel carrefour étant dépourvu d'une chaussée circulaire digne de ce nom, il ne peut plus être considéré comme un carrefour giratoire. Un tel dispositif amène à prôner une notion de priorité à gauche et la mise en place d'une notion de priorité pour couper la route d'un véhicule venant en face afin de tourner à gauche,[réf. nécessaire] toutes notions absolument contraires au code de la route et créant une situation de risques et dangers extrêmes même pour les conducteurs les plus prudents.

### Manèges enchantés (Magic roundabout)

Un schéma expliquant la circulation sur le manège enchanté de Hemel Hempstead.

Présent essentiellement au Royaume-Uni, le manège enchanté est l'agrégation de plusieurs micro giratoires autour d'un plus grand giratoire, lequel est alors inversé. Un tel carrefour est souvent appelé Magic roundabout (« manège enchanté » en français). Le plus célèbre est celui de Swindon, qui donne son nom au genre.
Celui-ci est souvent présenté par la presse comme « le pire rond-point du Monde ».

### Pistes cyclables

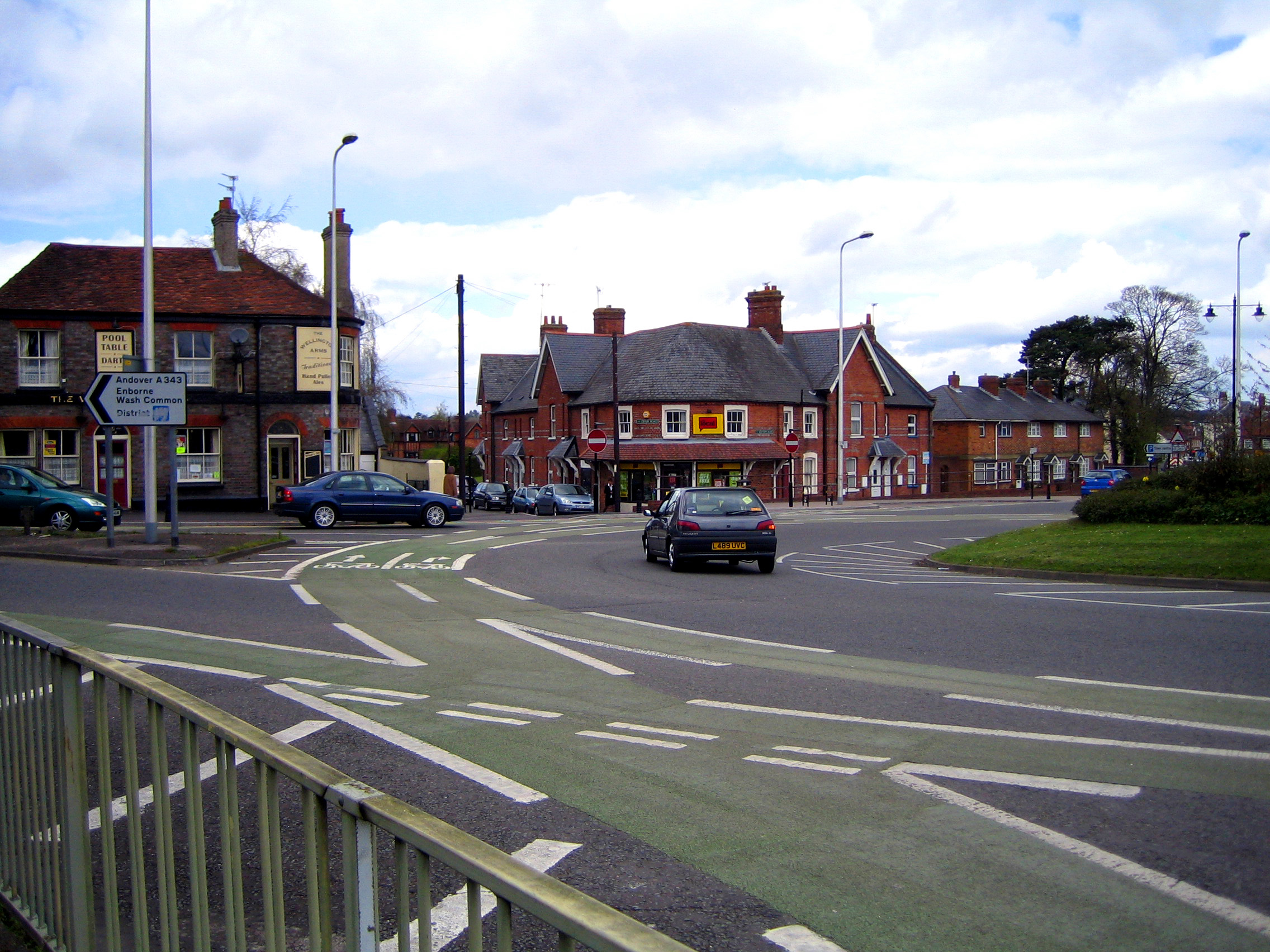
Carrefour giratoire britannique avec piste cyclable bidirectionnelle à l'extérieur.

Dans le carrefour giratoire sans piste cyclable, l'un des principaux risques est que le conducteur d'un véhicule motorisé ne voie pas un usager vulnérable comme un cycliste.
Parfois, une piste cyclable fait en plus le tour du giratoire et constitue une voie secondaire à droite. Elle doit faire l'objet d'une attention renforcée quand l'usager d'un véhicule motorisé s'apprête à croiser la piste cyclable lors de sa sortie du giratoire.

### Feux
Des feux tricolores sont parfois installés sur chaque voie entrante et sortante du rond-point (le cumul des feux peut monter rapidement). Dans ce cas, en France, on ne parle pas de carrefour giratoire, mais de rond-point à feu. Ils répondent parfois à la demande des piétons : les feux sont orange clignotants quand rien n'est à signaler et rouges quand un piéton a utilisé le bouton d'appel. Leur particularité est de tous fonctionner identiquement (à l'inverse des feux des carrefours)[pas clair].
D'autres feux peuvent exister lorsque cohabitent un tramway et un giratoire. Dans ce cas le feu unique est rouge clignotant. Il impose l'arrêt absolu des automobilistes jusqu'à extinction du feu. En fait le feu sert à avertir l'usager, le tramway en France restant prioritaire qu'il y ait feu ou qu'il n'y ait pas feu.
Enfin, on trouve occasionnellement des giratoires sur lesquels l'intensité de la circulation qu'ils doivent absorber est telle que le carrefour serait vite paralysé : on peut alors y trouver des feux tricolores y régulant les entrées de véhicules. Dans ce cas, en France, on ne parle pas de carrefour giratoire, mais de rond-point à feu. On peut trouver des exemples de ce cas très rare à Amiens, Bayonne, Clermont-Ferrand, Dijon, Limoges, Nancy, Nîmes, Reims, Rennes (Villejean, Bourg-l'Évesque), La Rochelle, Orléans, Pau, Toulouse, Lyon.

## Aménagements particuliers

### Arrêt info
L'arrêt info est une aire de stationnement limité aménagé sur les giratoires. Il se compose d'une voie protégée de l'anneau qui permet de s'arrêter quelques minutes (souvent 15 min), et dispose à proximité d'un plan de la commune et d'une cabine téléphonique. On parle aussi en terme technique de « RIS » (Relais Information Service).

### Arrêt d'autobus
Un arrêt d'autobus peut-être implanté en plein dans la courbure d'un giratoire. Il est, comme d'habitude, strictement interdit de s'y arrêter même pour demander son chemin à un piéton qui attend là.
Lorsque le bus est arrêté et charge des passagers (son clignotant droit doit être actif), les deux dangers principaux sont :
- Le heurt : du fait de la courbure, le bus ne peut pas forcément s'insérer parfaitement dans l'arrêt prévu à cet effet, il faut donc être prudent quand on longe ce type de véhicule.
- Le refus de priorité : lorsque le bus repart (clignotant gauche actif) et qu'il avance tout en masquant une sortie qu'un usager s'apprête à prendre au même moment. Le bus qui part d'un arrêt a toujours priorité par rapport à un usager commun.

L'implantation d'un arrêt de bus dans un carrefour giratoire contrevient en France à l'article R417-9 du code de la route portant sur les stationnements ou arrêts dangereux (contravention de quatrième classe et trois points sur le permis) et en Suisse à l'article 18 alinéa 2d de l'Ordonnance sur les règles de la circulation routière (RS.741.11.)

### Couloir d'autobus
Moins fréquent, mais tout aussi dangereux que l'arrêt d'autobus, le couloir d'autobus constitue une voie supplémentaire à droite de la route qui entre sur un giratoire. Il faut donc comme toujours vérifier qu'aucun véhicule n'y circule avant de s'engager sur le giratoire.

### Voie de tramway

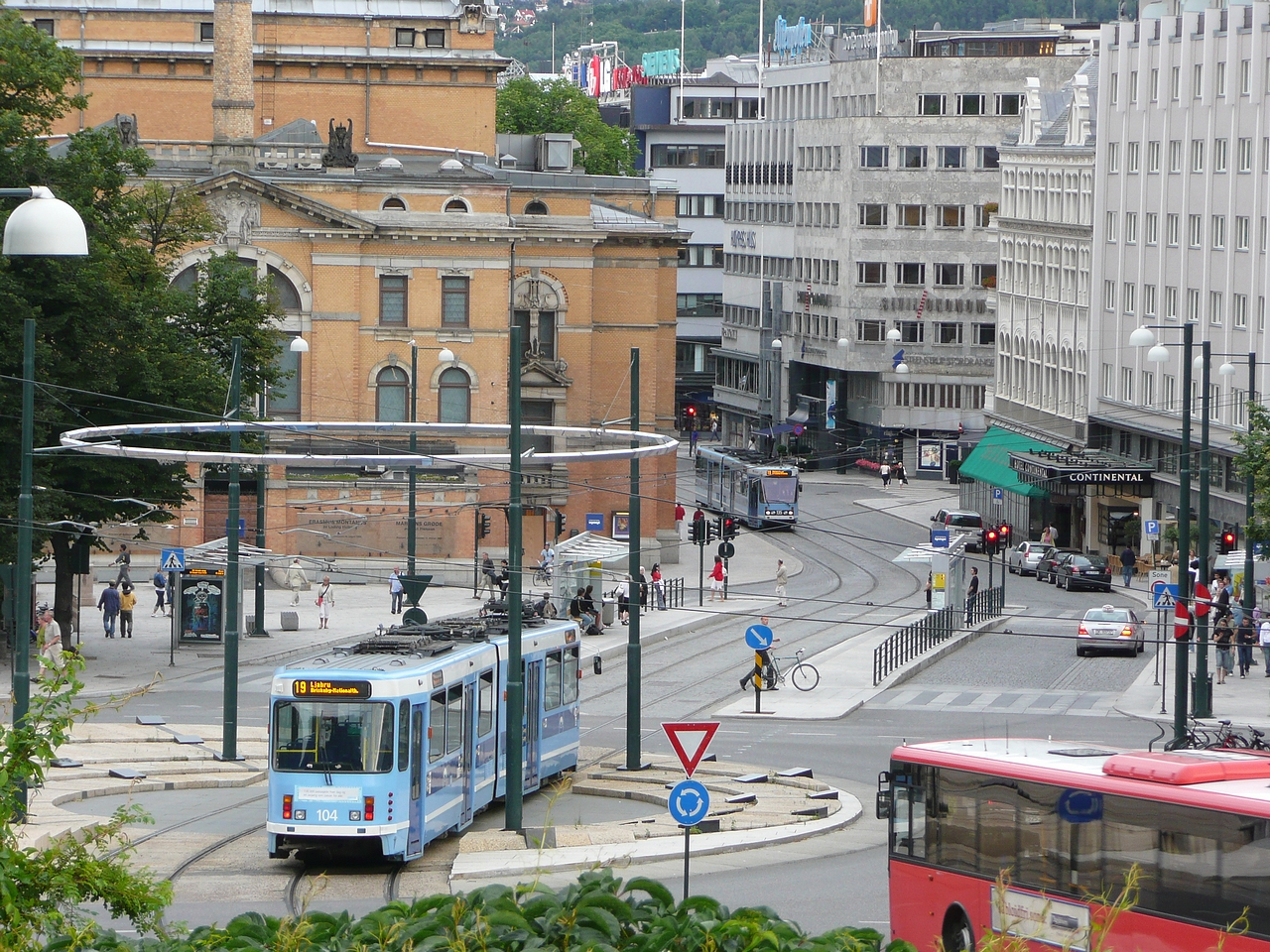
Carrefour giratoire près du Nationaltheatret à Oslo, où plusieurs rues se rencontrent. Le tramway traverse le carrefour giratoire.

Un carrefour giratoire peut également être traversé d'une manière ou d'une autre par une ligne de tramway. Le tramway est souvent prioritaire.
Le concept de tramway traversant un carrefour giratoire a été choisi par certaines villes. Certaines institutions comme le Cerema considère que le mélange des régimes de priorité induit de la confusion et de la complexité dans la compréhension et la gestion des règles de priorité: un carrefour giratoire donne la  priorité à l'anneau central, quand un carrefour giratoire traversé par une ligne de tramway donne une priorité relative à l'anneau centrale, mais une priorité supérieure au tramway. Cela provoque de nombreuses collisions avec le tramway, entre 7 et 10 par carrefour giratoire traversé par le tramway entre 2006 et 2015 en France.
Cela provoque de nombreuses collisions avec le tramway, entre 0,37 et 1,01 par carrefour giratoire traversé par le tramway entre 2006 et 2015 en France.

## Prévalence
La France détient le record mondial du nombre de giratoires, six fois plus qu’en Allemagne par exemple. En août 2013, le quotidien Le Parisien évoquait 30 000 ouvrages qui couvrent le territoire français, ce qui représente près d'un giratoire en moyenne par commune. Fin 2017, Le Figaro cite le nombre de 40 000 à 50 000.
En 2005, 80 % des giratoires français se trouvent en milieu urbain.
En 2023, americancityandcounty estime le nombre de carrefours giratoires à 50 000 en France, 30 000 en Espagne, et 25 000 au Royaume-Uni, contre seulement 10 000 aux États-Unis.

## Accidents

### Accidents en France
La répartition des accidents impliquant des cyclistes dans les carrefours giratoires français a été observée :
- 40 % des automobilistes refusent la priorité au cycliste circulant sur l’anneau ;
- 20 % des automobilistes tournent à droite alors que le cycliste continue sur l’anneau ;
- 10 % des automobilistes percutent le cycliste par l'arrière.

Des cas rares mais graves d'automobilistes qui percutent et coincent des cyclistes contre des bordures en entrée de rond-point ont également été relevés.
En 2005, 80 % des giratoires français se trouvent en milieu urbain, et 80 % des accidents de giratoire s'y produisent.
Les taux de gravité par accident est de 2,11 tués pour 100 accidents en giratoire urbain, alors qu'il est de 5,46 tués par accident en interurbain, entre 1993 et 2005.
| type          | urbain | rase campagne |
| ------------- | ------ | ------------- |
| giratoire     | 1,6    | 6,4           |
| autre         | 1,9    | 13,5          |
| Source INIST. |        |               |

En France, certains giratoires sont traversés par des voies de tramway (50 occurrences à Nantes) et équipés de feux de circulation.
Du point de vue de l'accidentologie, les accidents qui y surviennent peuvent ne pas être considérés comme en croisement giratoire, en raison du fonctionnement des feux rouges.
En 2004, un accident mortel est survenu à Nantes sur carrefour giratoire identifié comme « carrefour à plus de 4 branches » par les forces de l'ordre (BAAC).
Entre 1993 et 2005, en zone urbaine, en France :
- 2 992 accidents de véhicules seuls se produisent. Ce type d'accident compte pour 20,5 % des accidents en agglomération et 166 personnes s'y tuent ;
- 1 486 accidents par collisions arrière se produisent. Elles produisent 10,2 % des accidents et 8 personnes y sont tuées ;
- 688 accidents en collisions frontales 4,7 % des accidents et 13 tués ;
- 6 642 collisions par le côté[38].

En treize années, entre 1993 et 2005, le taux d'accident par an et par giratoire est passé de 0,129 à 0,057. Comparé aux autres croisements, la carrefour giratoire est défavorable aux cyclistes, en milieu urbain.

### Accidents en Suisse
L'Office fédéral des routes relève, sur les giratoires suisses, une augmentation des accidents touchant des cyclistes : entre 2011 et 2017, onze cyclistes ont été tués et 2 700 blessés, dont 470 grièvement.
Les accidents se produisent notamment lorsqu'une automobile s’engage dans le giratoire sans voir les cyclistes qui y circulent, ou lorsqu'elle double un vélo dans le giratoire avant de lui couper la route pour sortir.

### Accidents en Nouvelle-Zélande
Une analyse de la base de données nationale de Nouvelle-Zélande sur la période 1996–2000 montre que 26 % des cyclistes blessés dans une collision se trouvaient sur des carrefours giratoires, contre 6 % pour les croisements à signaux et 13 % aux jonctions avec règles de priorité.
Les collisions les plus fréquentes pour les cyclistes sur un carrefour giratoire :

- véhicule motorisé entrant dans le carrefour giratoire et accrochant un cycliste y circulant déjà,
- véhicule quittant le carrefour giratoire en heurtant des cyclistes circulant sur la partie extérieure de l'anneau.

Pour limiter ces risques, des chercheurs de Nouvelle-Zélande proposent entre autres des réductions de vitesses ou le marquage de pistes cyclables.

## Royaume-Uni
Au Royaume-Uni, les carrefours giratoires se prennent par la gauche car le sens de la marche est sur la gauche.

## États-Unis

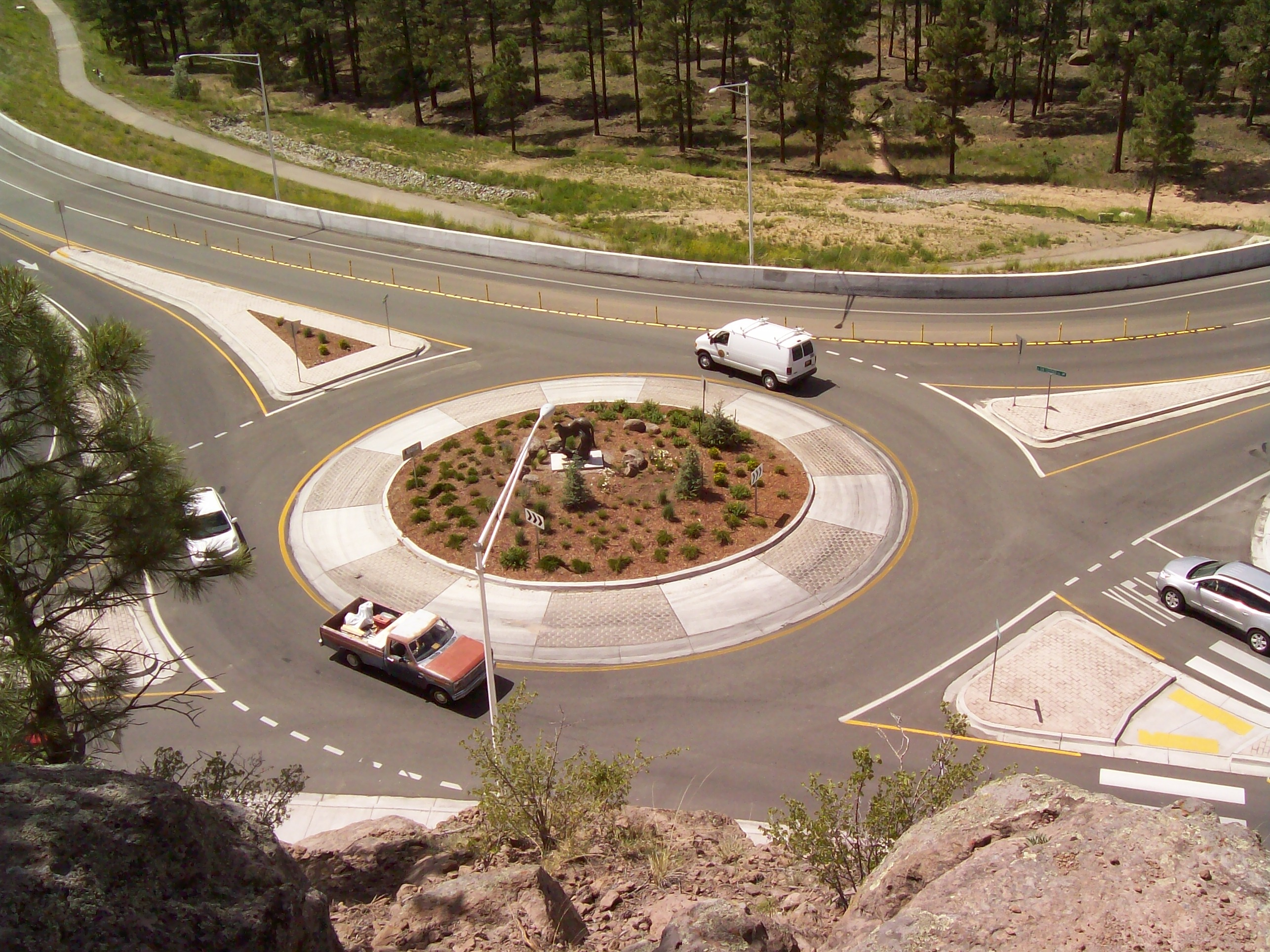
Los Alamos, Nouveau Mexique.
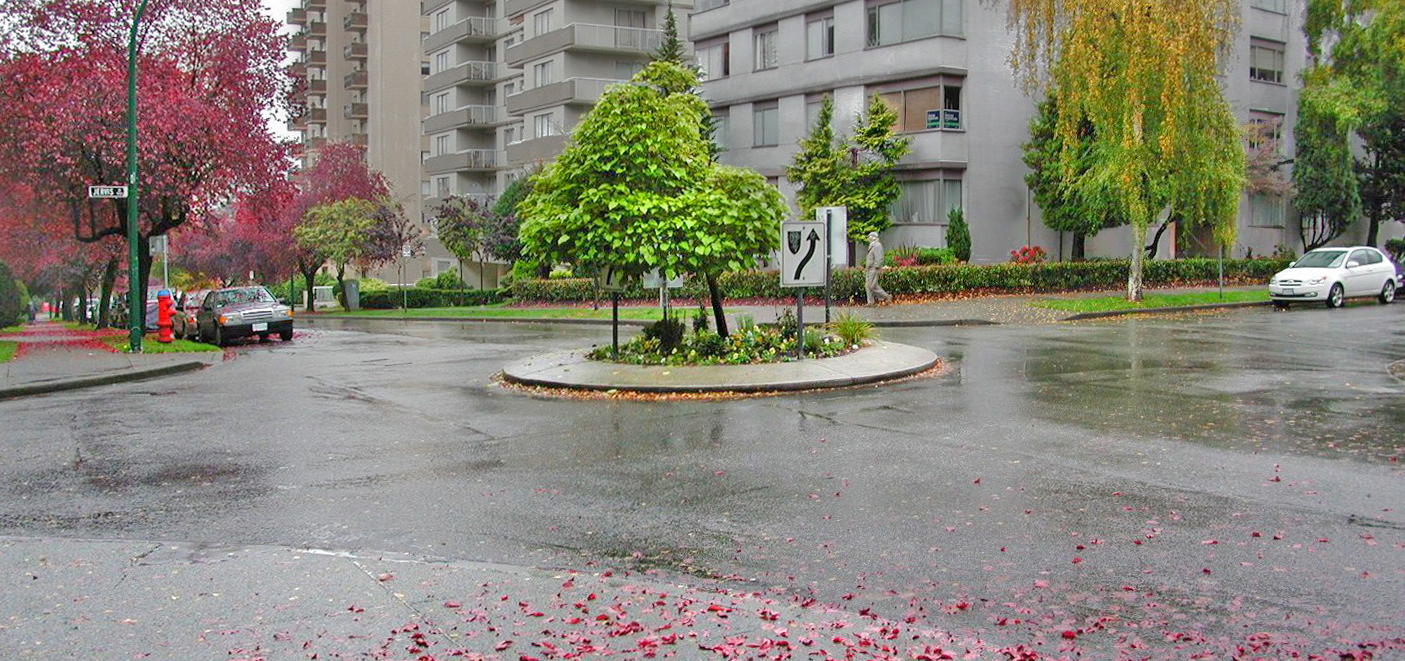
Vancouver, Colombie-Britannique.
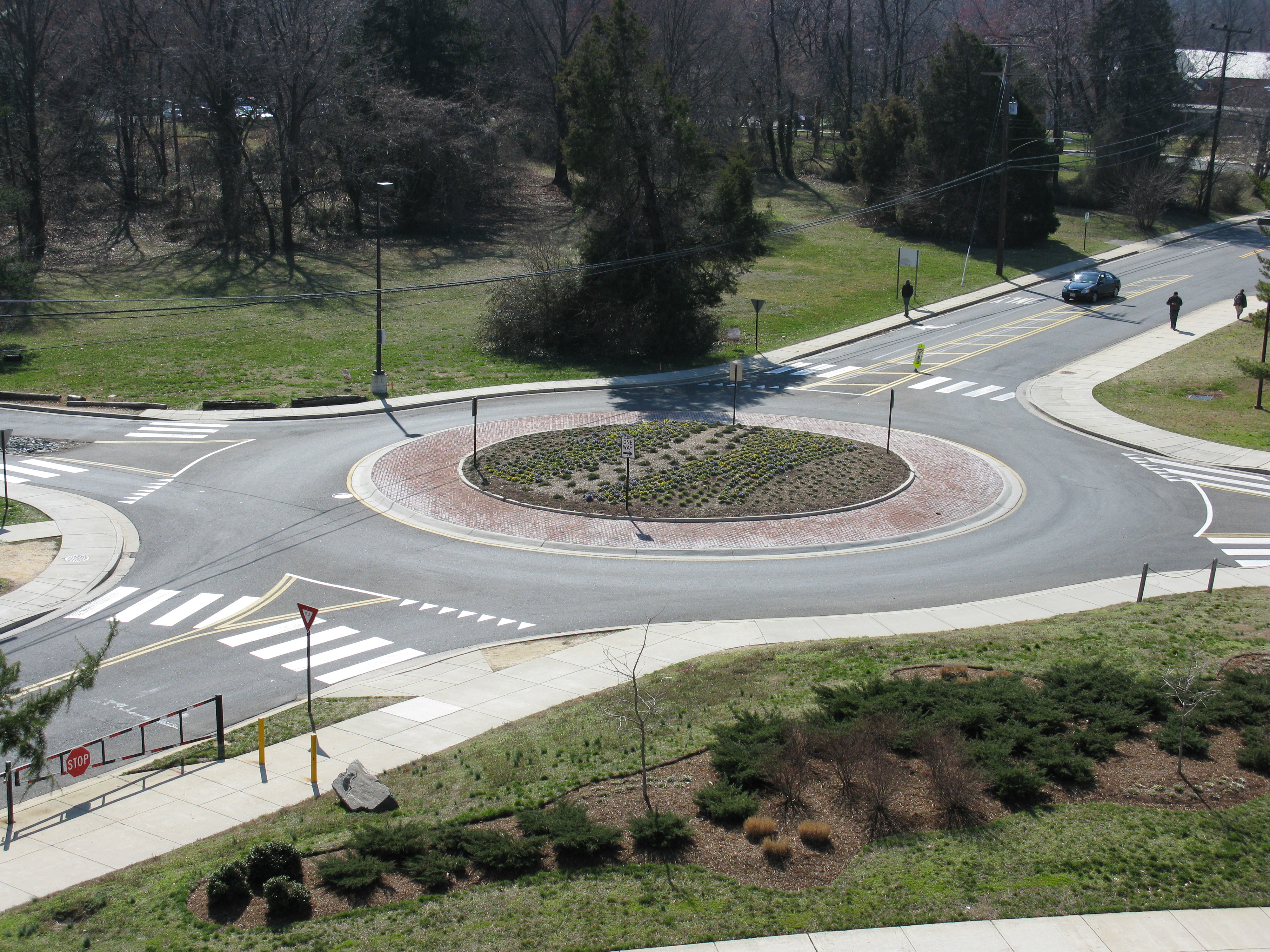
College Park, Maryland.

Le premier carrefour giratoire moderne aux États-Unis a été construit au Nevada en 1990.[réf. nécessaire]  Le nombre exact de carrefours giratoires est inconnu, mais leur fréquence est moindre qu'en Australie, au Royaume-Uni et en France.
À New York et en Virginie, le paradigme du roundabout first conduit à envisager la mise en place de ronds-points chaque fois que des travaux sont nécessaires.
Les États-Unis comptent environ 3700 carrefours giratoires, c'est-à-dire un carrefour giratoire pour 1118 intersections, contre 1 pour 45 en France.

### Performance
Aux États-Unis, les carrefours giratoires ont une durée de vie de 25 ans contre dix ans pour un croisement non giratoire avec signalisation.
Aux États-Unis, la conversion de carrefours non giratoires en giratoires a réduit les émissions des monoxyde de carbone de 15 à 45 %, les NOXs de 21 à 44 %, le CO2 de 23 à 34 % et l'hydrocarbone de 0 à 40 %.
Les économies de carburant sont estimées entre 23 et 34 %.
Aux États-Unis, les estimations officielles considèrent que les carrefours giratoires ont permis d'économiser 900 millions d'heures d'attente et de réduire la consommation de carburant de plus de 600 millions de gallons (soit environ 2,4 milliards de litres) en 2017.

## Signalisation

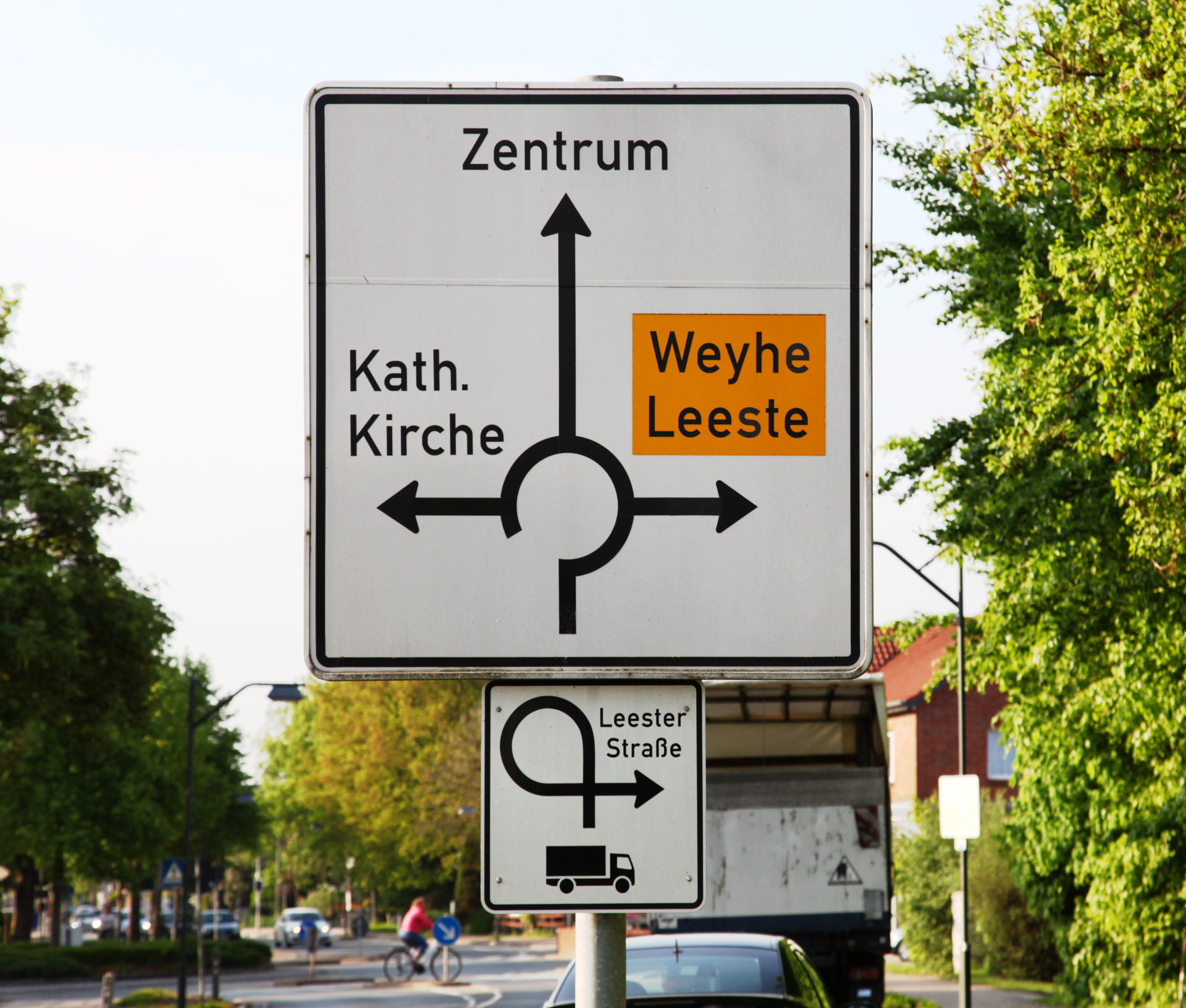
Panneaux indicateurs en Europe.
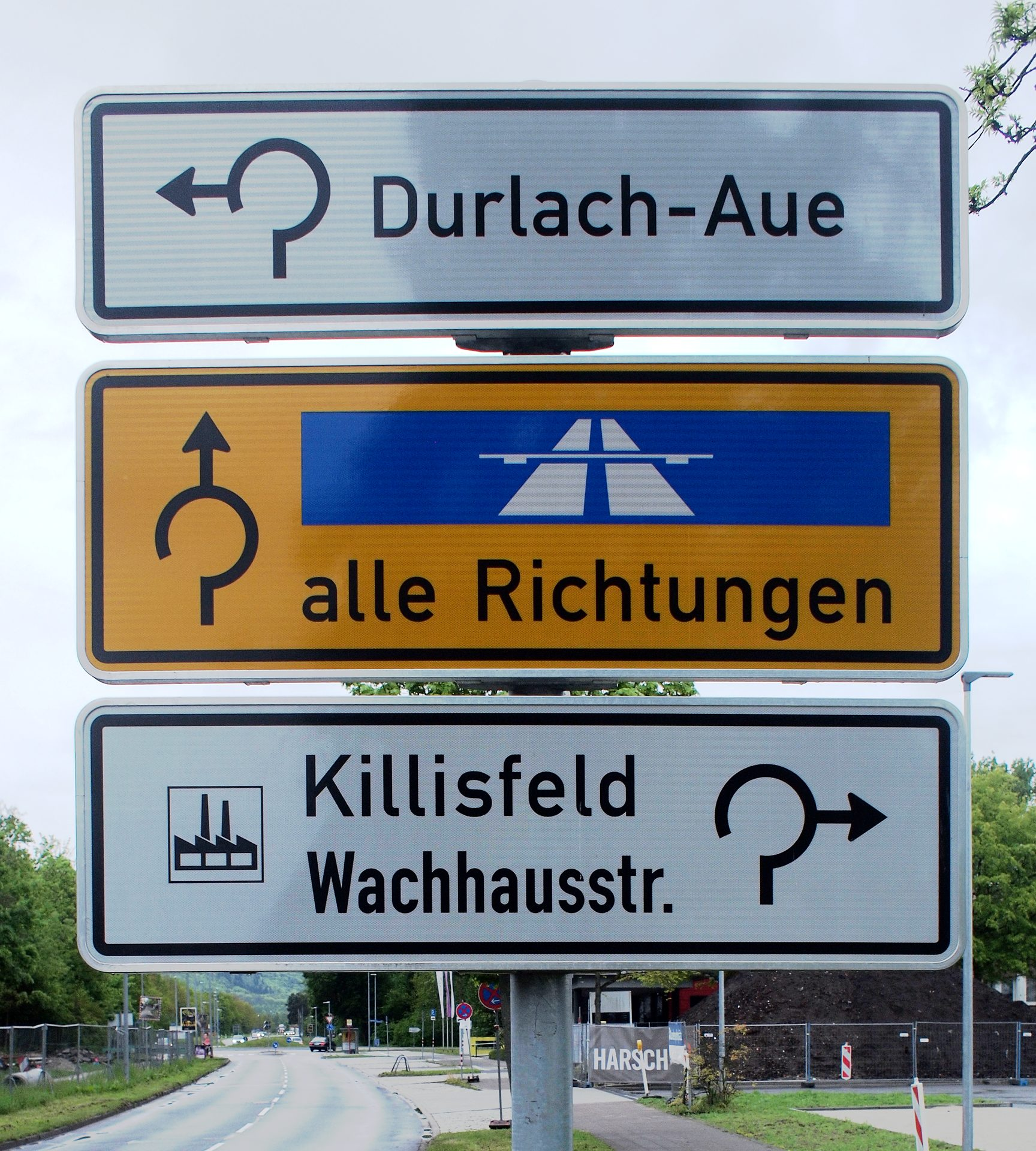
Panneaux indicateurs en Europe.
Panneaux indicateurs aux États-Unis.
Panneaux indicateurs au Québec.

## Apparitions dans la culture populaire
Un rond-point est représenté à la manière d'un manège à la fin du film Playtime (1967) de Jacques Tati.
Dans un sketch intitulé Le Plaisir des sens, l'humoriste Raymond Devos raconte comment il s'est engagé dans un carrefour giratoire dont il n'a pu sortir, les quatre voies étant des sens interdits.
Depuis le mouvement des Gilets jaunes en France, le rond-point est devenu un lieu symbolique de ralliement lors des différentes mobilisations. Souvent les ronds-points ont été bloqués.